# الکساندر تایروف
الکساندر یاکوفلویچ تایروف (به روسیه ای:Александр Яковлевич Таиров) یکی از کارگردانان مبدع روسیه ای بود که در اتحاد جماهیر شوروی سوسیالیستی نیز فعالیت می‌کرد.

## دستاوردها
او کامرنی تئاتر خود را که همراه با آلیسا کونن و گروهی از بازیگران دیگر در سال ۱۹۱۴ بنیان نهاد و در تقابل با تئاتر قراردادی وسولد مایرهولد و تئاتر ناتورالیسم و رئالیسم استانیسلافسکی با عنوان تئاتر ساختارهای معنادار مهیج یا تئاتر نئورئالیسم نام‌گذاری کرد.
ازنظر تایروف بازیگر باید یک خالق واقعی باشد و به‌هیچ‌روی وابسته به افکار و اندیشه‌ها یا حرف‌های دیگری نباشد. او بر این عقیده بود که نیازی نیست نمایش تماماً پیرو نمایشنامه باشد چراکه خود نمایش یک اثر ارزشمند هنری است.
او نیز چندصدایی را در موسیقی نمایش خود اجرایی کرد و با ترکیب نمایش با موسیقی، هجو، رقص، آواز و تخیل ناب «تئاتر ترکیبی» را در نوع خود به اوج رساند.

## تئاتر ترکیبی
الکساندر تایروف به تئاتر ترکیبی معتقد بود و می‌گفت این تئاتر کسانی را که استعداد باله، اپرا، سیرک، موسیقی و نمایش دارند را در یک گروه به همکاری وامی‌داشت. (تایروف) همیشه مصرانه می‌گفت که در تئاتر آفریننده عمده بازیگر ماهر است. تایروف نیز مثل آدولف آپیا معتقد بود که موسیقی یک اصل بنیادی است و غالباً بازیگرانش را به آلات موسیقی و خودش را به رهبر ارکستر تشبیه می‌کرد.